# Ashleworth
Ashleworth – wieś w Anglii, w hrabstwie Gloucestershire, w dystrykcie Tewkesbury. Leży 7 km na północ od miasta Gloucester i 155 km na zachód od Londynu.